# Список пресмыкающихся Великобритании
Список пресмыкающихся Великобритании включает виды класса Пресмыкающихся, распространённые на территории Великобритании.
Класс Рептилии (Reptilia) в Великобритании насчитывает 6 местных видов (3 вида ящериц и 3 вида змей). Кроме того, в прибрежных водах зарегистрированы ещё 5 видов морских черепах.

## ОтрядЧерепахи(Testudines)

#### СемействоКожистые черепахи(Dermochelyidae)
- Кожистая черепаха — Dermochelys coriacea

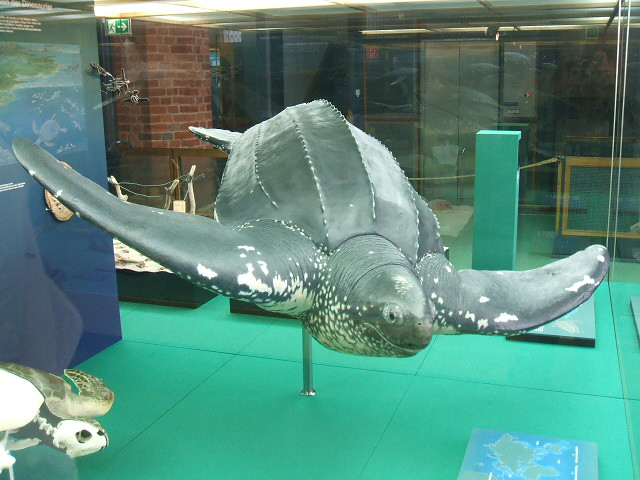
Кожистая черепаха (Dermochelys coriacea)

#### СемействоМорские черепахи(Cheloniidae)
- Логгерхед — Caretta caretta
- Зелёная черепаха — Chelonia mydas
- Бисса — Eretmochelys imbricata
- Атлантическая ридлея — Lepidochelys kempii

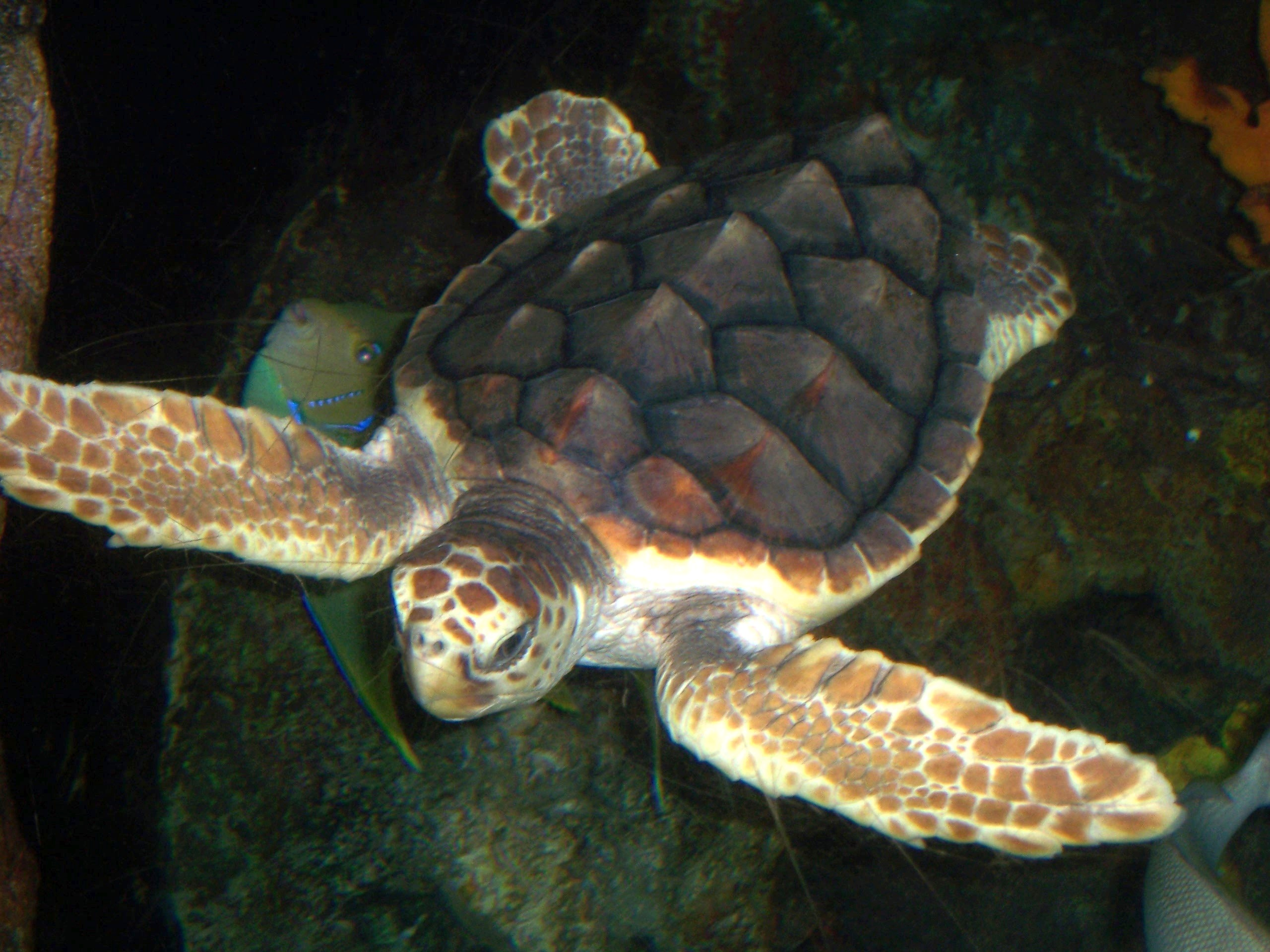
Логгерхед (Caretta caretta)
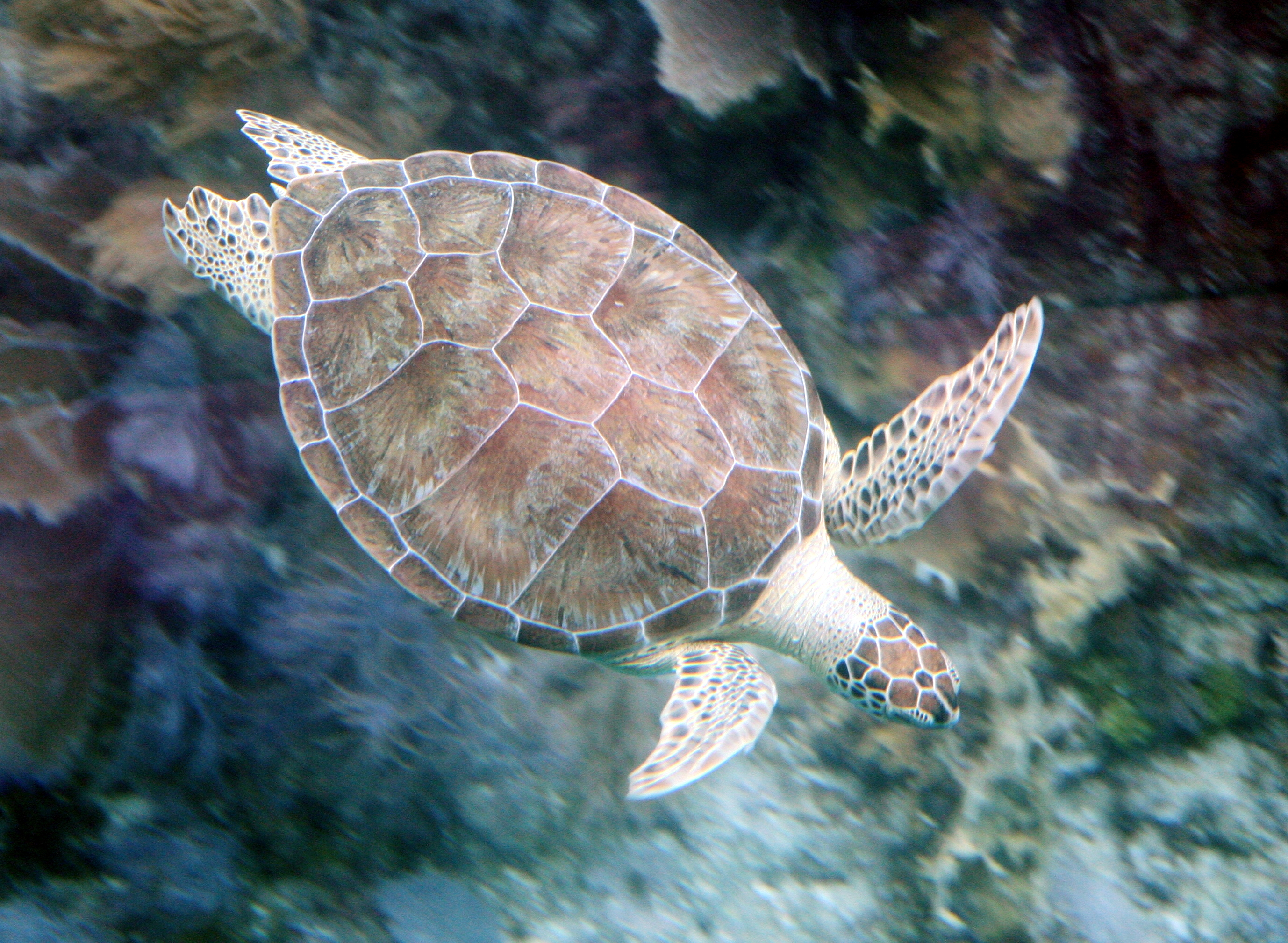
Зелёная черепаха (Chelonia mydas)
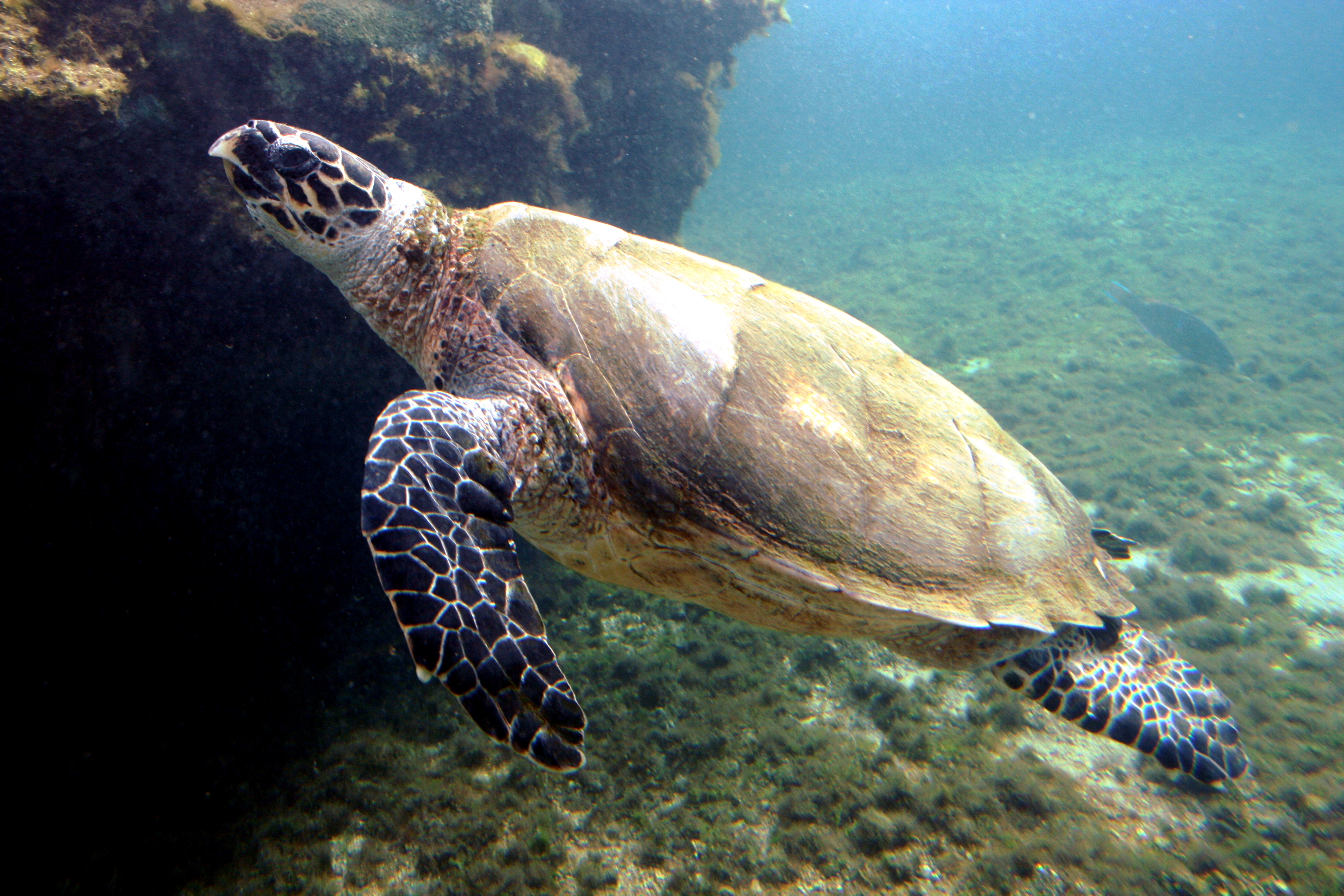
Бисса (Eretmochelys imbricata)

## ОтрядЧешуйчатые(Squamata)

### ПодотрядЯщерицы(Lacertilia)

#### СемействоНастоящие ящерицы(Lacertidae)
- Прыткая ящерица — Lacerta agilis
  - Западная прыткая ящерица — Lacerta agilis agilis
- Живородящая ящерица — Zootoca vivipara

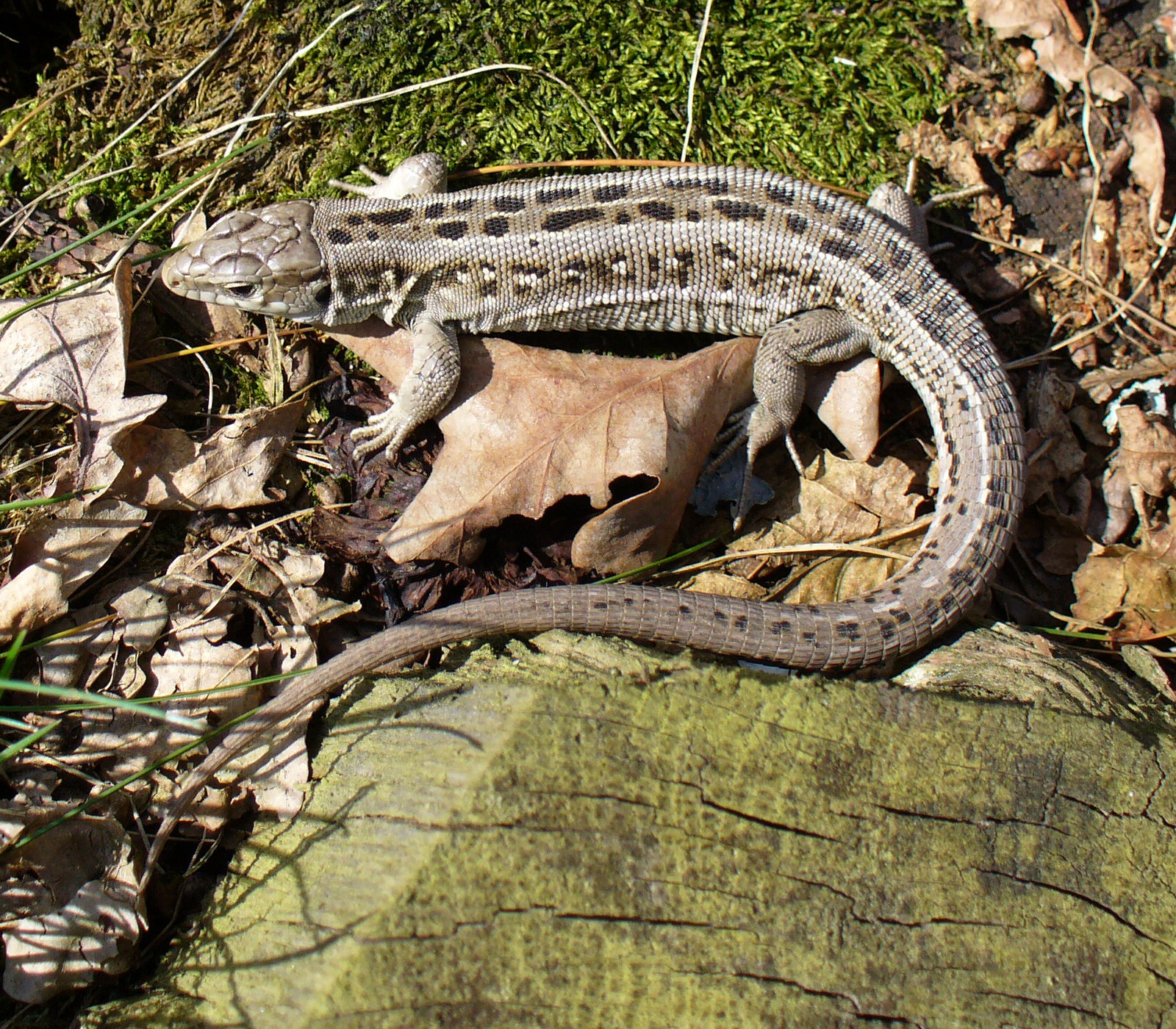
Прыткая ящерица (Lacerta agilis)
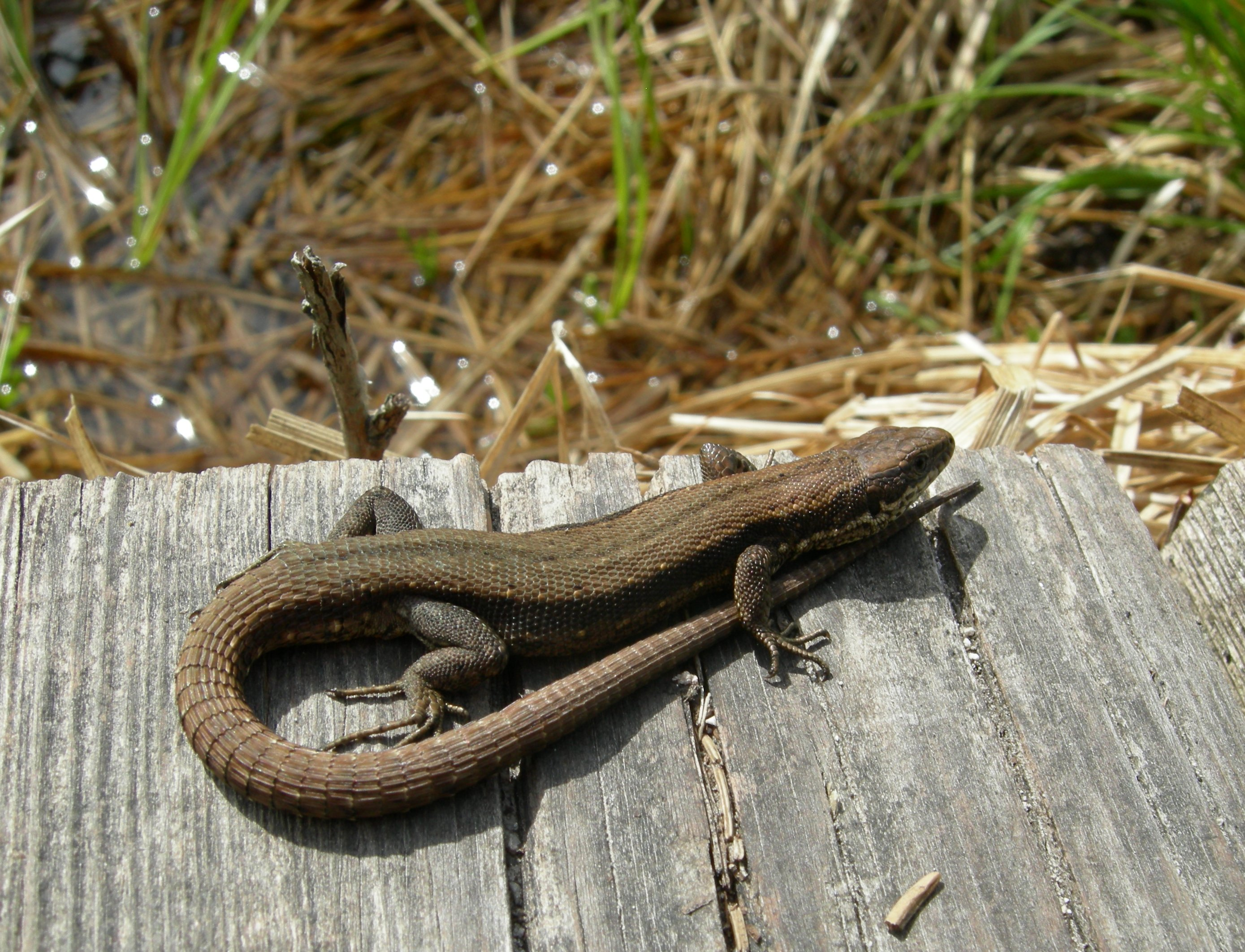
Живородящая ящерица (Zootoca vivipara)

#### СемействоВеретеницевые(Anguidae)
- Ломкая веретеница — Anguis fragilis

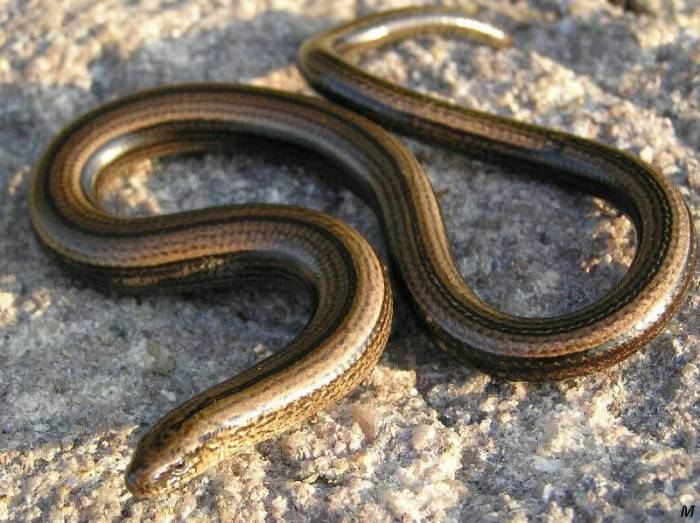
Ломкая веретеница (Anguis fragilis)

### ПодотрядЗмеи(Serpentes)

#### СемействоУжеобразные(Colubridae)
- Обыкновенная медянка — Coronella austriaca
- Обыкновенный уж — Natrix natrix
  - Natrix natrix helvetica

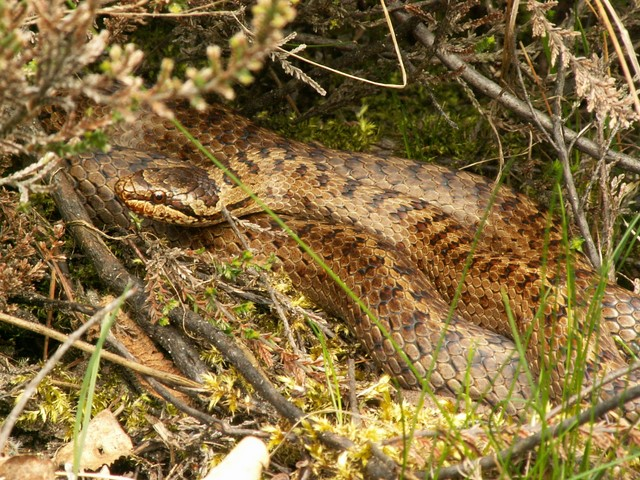
Обыкновенная медянка (Coronella austriaca)
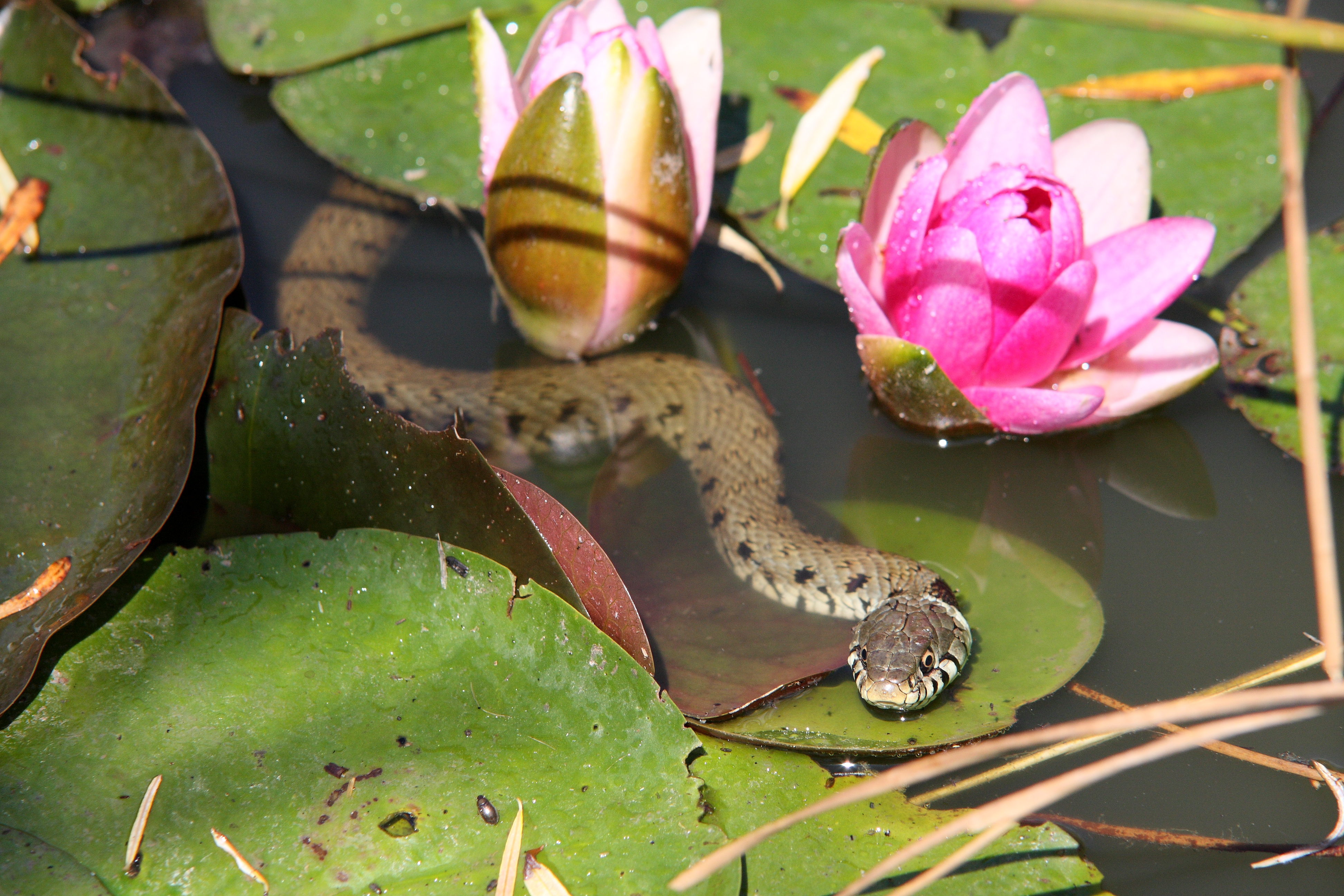
Обыкновенный уж (Natrix natrix)

#### СемействоГадюковые(Viperidae)
- Обыкновенная гадюка — Vipera berus

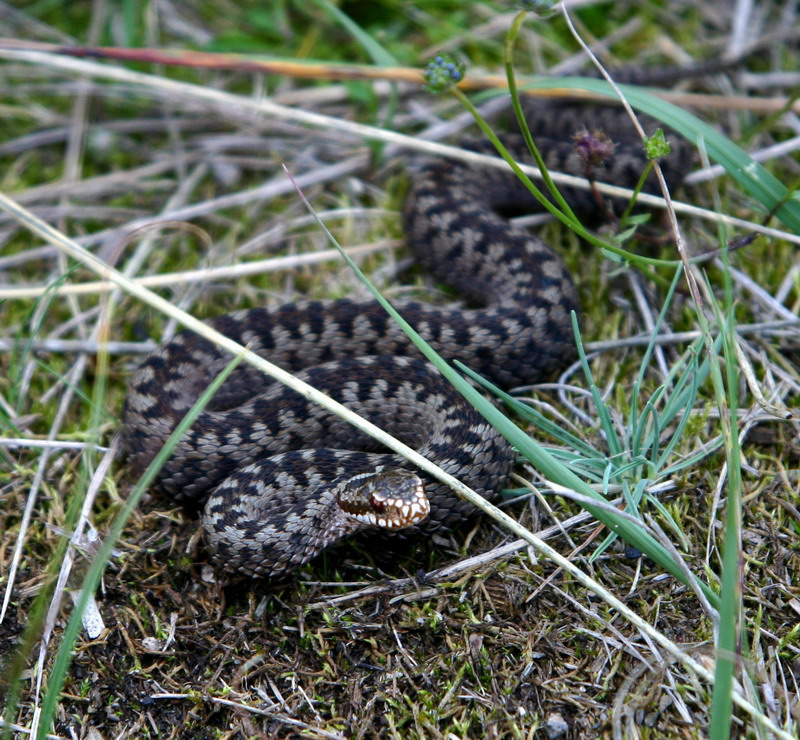
Обыкновенная гадюка (Vipera berus)

## Интродуцированные виды
По меньшей мере 7 видов рептилий завезены на острова человеком:
- Европейская болотная черепаха — Emys orbicularis
- Красноухая черепаха — Trachemys scripta elegans
- Зелёная ящерица — Lacerta viridis
- Стенная ящерица — Podarcis muralis
- Гадюковый уж — Natrix maura
- Водяной уж — Natrix tessellata
- Эскулапов полоз — Zamenis longissimus

Европейская болотная черепаха и зелёная ящерица ранее встречались в Великобритании, но затем вымерли и были интродуцированы человеком. Ломкая веретеница интродуцирована в Ирландию, где не является аборигенным видом.